# Ecolo-Groen
Ecolo-Groen is een fractie in de Belgische Kamer van volksvertegenwoordigers en (sinds 2014) in de Senaat. Deze ecologische fractie bestaat uit de Franstalige partij Ecolo en de Vlaamse partij Groen. Buiten het Federale Parlement van België vormen beide partijen ook in een aantal Brusselse gemeentes een gemeenschappelijke fractie, zij het niet in het Brussels Parlement.
In de Kamer van volksvertegenwoordigers bezit de fractie sinds 2014 12 zetels, waarbij zowel Ecolo als Groen zes zetels innemen.

## Fractieleiders (legislatuur 2014-2019)
- Kamer van volksvertegenwoordigers: Kristof Calvo (Groen)
- Senaat: Elisabeth Meuleman (Groen)